# Suisse au haut Moyen Âge
La Suisse au haut Moyen Âge couvre l'histoire des différentes cultures peuplant le territoire suisse pendant la période allant du repli des troupes romaines sur le territoire italien jusqu'à la création de la Confédération des III cantons.
Durant cette période, la Suisse n'est pas une entité politique unie, mais se trouve au contraire divisée et morcelée entre les différents royaumes successivement burgondes et alamans, puis francs, enfin carolingiens, qui découpent la future Suisse au gré des héritages patrimoniaux.

## Les invasions barbares
Pour un article plus général, voir Invasions barbares.
Après l'abandon du limes par l'Empire romain en 260, la situation des Romains et Gallo-romains sur le territoire helvétique devient rapidement précaire. Par peur des invasions alémanes, les trois quarts des domaines ruraux situés sur le plateau suisse sont abandonnés, leurs occupants se repliant en Rhétie ou dans la vallée du Pô.
Les populations restantes se réfugient progressivement dans les castra évacués par la légion romaine ou, le cas échéant, sur les hauteurs du Jura ou des Alpes. Dans leur majorité, ces populations continuent à vivre selon les formes et coutumes romaines, tout en subissant la crise économique du Bas-Empire romain.

### Les Burgondes

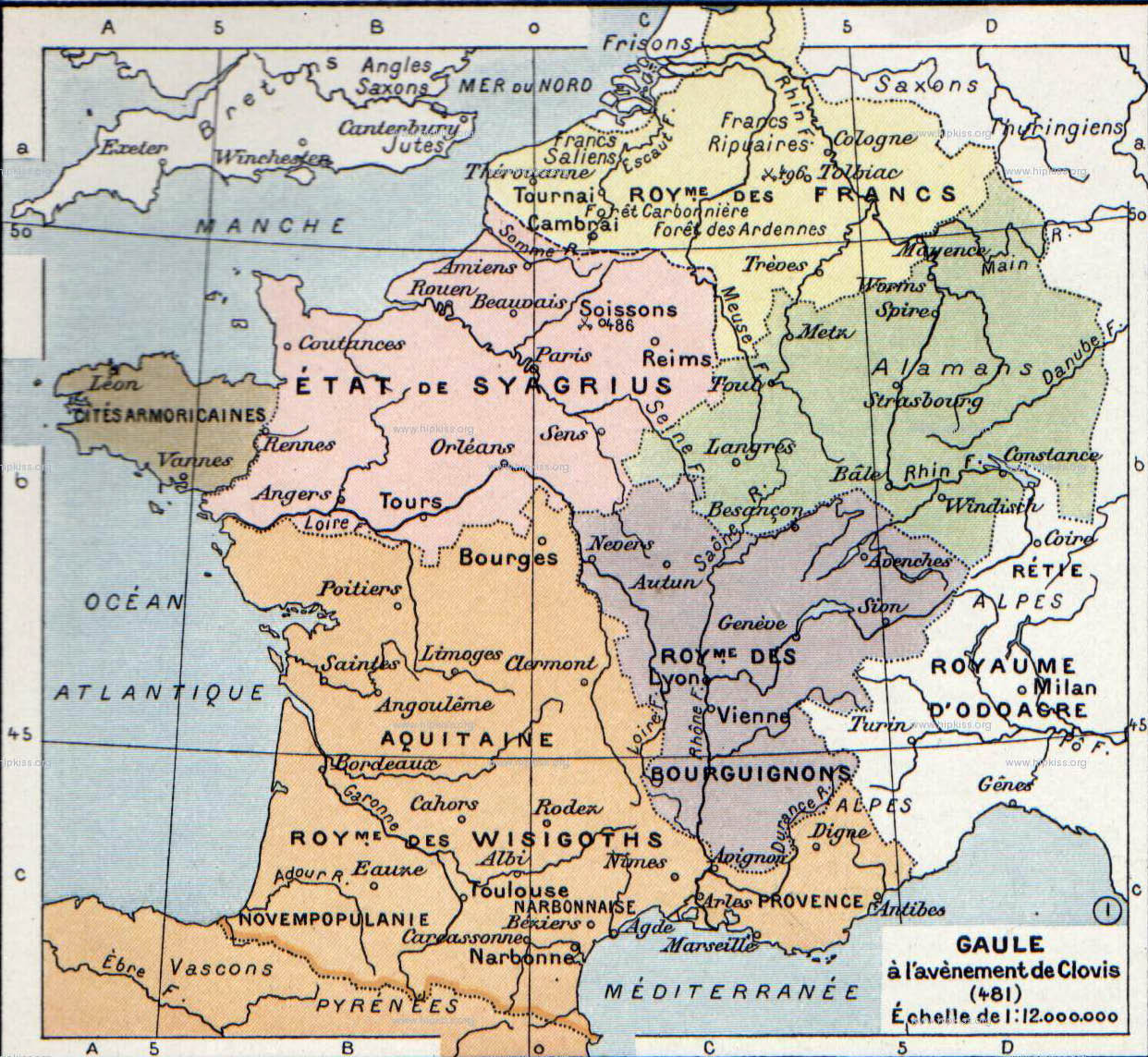
Gaule en 481.
Aquitaine
Royaume Franc
Royaume Burgonde
Alamans
États de Syagrius

Contrairement aux craintes de la population, ce ne sont pas les Alamans mais les Burgondes qui s'établissent en premier dans la région. Les Burgondes correspondent plus à une réalité militaire que véritablement ethnique : ils composent, comme beaucoup de Barbares, les troupes auxiliaires qui défendent l'Empire et sont fortement romanisés. Il s'agit d'une armée de combattants hétérogènes. Leurs sépultures, qui sont très difficiles à distinguer de celles des populations locales, recèlent un matériel funéraire divers provenant aussi bien du monde gallo-romain que germanique. L'inhumation en couple, la pratique de la déformation crânienne, ainsi que la présence de caractères vraisemblablement mongoloïdes dans la dentition des squelettes burgondes, évoquent une forte présence de populations d'origine hunnique au sein de cette armée.
En 411, l'empereur Jovin établit un premier royaume burgonde dans la région de Worms, sur la rive gauche du Rhin afin de sécuriser la frontière menacée par les invasions de 406.
En 435, les Burgondes se révoltent et pillent la Belgique. Battus par le général romain Aetius allié aux Huns en 435 et 436, ils conservent la mémoire de leur défaite dans ce qui devient par la suite la Chanson des Nibelungen.
En 443, selon la Chronica Gallica de 452, Aetius leur accorde son pardon et déplace les reliquiis Burgundionum (les débris du peuple burgonde en latin) dans les civitates de Genève, Nyon et Avenches. Ils occupent ainsi une zone, appelée Sapaudia (le pays des sapins qui donnera plus tard le nom de Savoie, bien que le territoire ne soit pas le même) qui va du bassin de l'Aar au Jura, au lac Léman et au département de l'Ain dans le but de maintenir la Via Francigena qui relie Rome à Cantorbéry en passant par le col du Grand-Saint-Bernard, Saint-Maurice, le long du lac Léman jusqu'à Lausanne et de repousser une éventuelle invasion des Alamans contre qui ils s'étaient déjà battus. En 451, les Burgondes combattent dans l'armée romaine qui bat Attila aux champs Catalauniques.
Protecteurs d'un des axes commerciaux principaux entre Rome et le nord de l'Europe mais aussi de l'Empire contre les Alamans et les Bagaudes, les Burgondes, qui sont très romanisés, sont bien accueillis par la population locale et particulièrement l'aristocratie et l'Église. En effet, se méfiant des contingents venus d'Italie et écrasée par la fiscalité impériale, l'aristocratie gallo-romaine ne voit plus dans l'État impérial qu'un obstacle au développement de son hégémonie sociale et est favorable au cantonnement régional d'une armée burgonde. Très circonspecte envers la Cour de Ravenne, l'aristocratie gallo-romaine espère que le cantonnement d'une armée burgonde lui apporte une protection efficace qu'elle parviendra à contrôler, lui permettant de s'affranchir de la tutelle impériale. De son côté la cour de Ravenne favorise les Burgondes dans lesquelles elle voit un contrepoids à la montée en puissance des Wisigoths. L'Empire renonce aux impôts qu'il tirait de la région : ceux-ci sont répartis pour deux tiers de l'impôt foncier et d'un tiers de la capitation au peuple burgonde, le reste étant versé à la curie de Genève. En échange, une garnison de soldats est entretenue par les habitants de la région de Genève, autour de laquelle sont concentrées la plupart des habitations.
Après la chute du dernier empereur d'Occident en 476, les empereurs de Constantinople, sous l'autorité desquels l'Empire se trouve réunifié, s'appuient sur les Burgondes pour mieux lutter contre le royaume ostrogoth qui s'édifie en Italie.

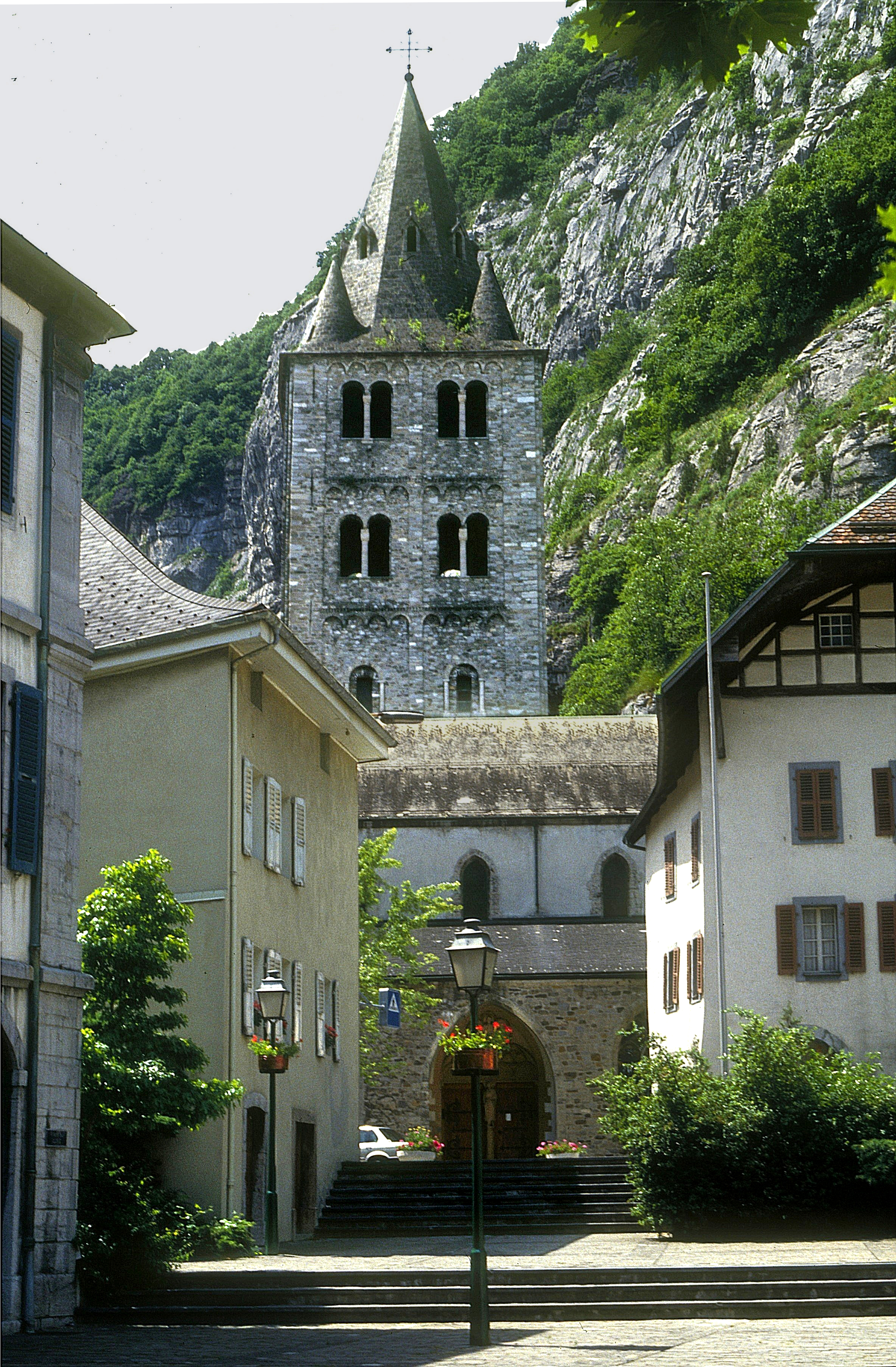
Vue de l'abbaye de Saint-Maurice d'Agaune.

Le royaume qui se met en place à partir du Ve siècle après la chute du dernier empereur romain, bien que dirigé par un roi burgonde depuis 451, compte de nombreux romans parmi ses notables. De fait, dans toutes les couches de la société, on assiste à une assimilation romane, que cela soit sur le plan linguistique (où le latin devient la langue unique), culturel, législatif ou religieux avec la conversion des Burgondes au catholicisme. Progressivement, le royaume burgonde va s'étendre vers le sud, pour atteindre Lyon, puis la Durance en 470, et vers l'est avec le Valais et des cols alpins avant de se déclarer son indépendance par rapport à Rome en 476. Le roi Gondebaud, instigateur de la « loi gombette », seul code civil et pénal germanique qui nous soit parvenu, établit alors sa capitale à Lyon, avec Genève et Vienne comme capitales secondaires; il est le premier à utiliser le terme de Burgundia (qui deviendra par la suite Bourgogne) pour désigner son royaume. Sa femme Carétène, pieuse chrétienne qui rassure par sa foi la population gauloise locale, fait construire une église à Lyon qu'elle dédie à Saint Michel. Son fils Sigismond est couronné roi à Carouge et s'établit à Genève en 505-506 avant de fonder l'Abbaye territoriale de Saint-Maurice d'Agaune en 515, fortifiant ainsi sa conversion et celle de son peuple originellement arien, au catholicisme. En 493, Gondebaud signe un pacte de non-agression avec le roi Clovis Ier qui épouse l’héritière burgonde, Clotilde. Mais, plus que la conversion de Clovis au christianisme, les ambitions du frère de Gondebaud, qui fait appel aux Francs, plongent l’État dans la guerre. En 500, Clovis vainc Gondebaud à Dijon et accepte de lever le siège d’Avignon contre le versement un tribut annuel.
Selon la chronique de Marius d'Avenches, Sigismond est exécuté en 523 avec femme et enfants près d'Orléans et son frère Godomar est proclamé roi à son tour l'année suivante. Son règne est cependant de courte durée, le royaume burgonde étant capturé par les Francs, qui l'annexent et le partagent dès 534.

### Les Alamans

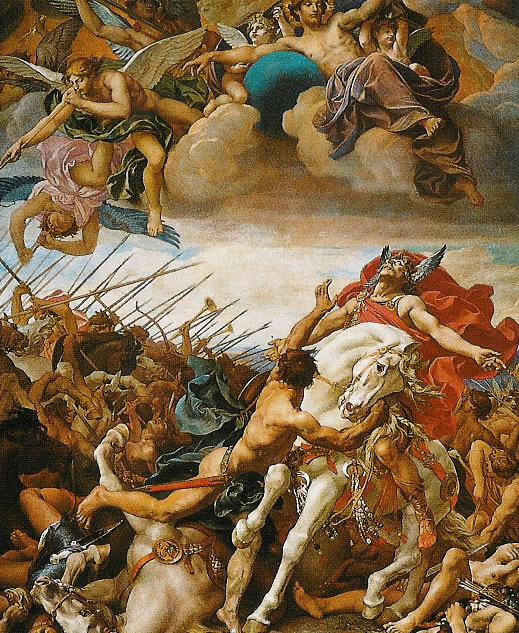
Fresque représentant la bataille de Tolbiac au Panthéon de Paris.

Les Alamans (ou Alemans) sont, à l'origine, un conglomérat hétérogène de populations nordiques selon l'historien grec Agathias, ce qui semble être corroboré par les recherches archéologiques modernes qui décrivent les Alamans comme un agrégat formé au IIe siècle par différents peuplades migrantes d'Allemagne, d'où leur nom d'Alamannia qui se traduit littéralement en tous les hommes et plus prosaïquement en gens de toutes sortes. Dès les IIIe et IVe siècles, ils avaient forcé le limes romain et pillé la plupart des villes du plateau, dont Augusta Raurica et Aventicum. Après le retrait des troupes romaines, les Alamans occupent la rive droite du Rhin puis, à partir du milieu du Ve siècle, l'Alsace. D'autres tentatives d'expansion se heurtent aux Bavarois à l'est et aux Burgondes à l'ouest en 480.
L'arrivée des Alamans dans la région apporte de nouvelles mœurs politiques, économiques et sociales. En effet, ces peuplades se considéraient comme exempts de toute dépendance économique, qu'elle soit héritée ou transmise par héritage, le fait de porter une arme symbolise cette liberté économique ; de plus, ces peuplades avaient l'habitude de gérer une partie de leur territoire comme propriété collective, impliquant ainsi à la fois la notion de propriété privée et de propriété coopérative, gérée directement par des petites communautés. Ce mode de pensée, qui se développe encore par la suite, se heurte à la doctrine économique romaine basée sur la centralisation étatique et la délégation à des fonctionnaires imposés aux populations locales.
En 496 et 497, les Alamans sont battus à plusieurs reprises par les Francs, en particulier lors de la bataille de Tolbiac, près de Cologne, où selon la légende, le roi des Francs Clovis Ier promet de se convertir au christianisme en cas de victoire. Après la bataille, les vaincus se réfugient auprès des Ostrogoths sous la protection du roi Théodoric le Grand, qui règne alors en Italie. Au début du VIe siècle, les Alamans sont placés sur le plateau suisse et dans les hautes vallées rhétiques en tant qu'immigrants, jusqu'à la région du lac de Bienne où ils se heurtent à leurs anciens ennemis, les Burgondes avec qui ils s'affrontent tout au long des VIe et VIIe siècles. Cette région passe sous le contrôle des Francs en 536 par don des Ostrogoths, incluant ainsi le peuple Alaman et son territoire dans le royaume : en 561, le duché d'Alémanie fait partie de l'Austrasie, dont la capitale est Metz.
L'hostilité entre Burgondes et Alamans se traduit par une nouvelle destruction de la capitale de l'Helvétie romaine, Avenches, en 610-611, après la bataille de Wangen (dans l'actuel canton de Soleure), selon la chronique mérovingienne de Frédégaire. À partir du VIIe siècle, la ville est conquise par les Alamans qui la renomment Wyflisburg, qui est encore aujourd'hui son nom en allemand et qui donnera par la suite naissance au mythe nordique de la destruction de la ville de Vifilsbord dans la saga de Ragnar du XIIIe siècle.
Outre les invasions et les ravages dus à la guerre, le territoire de la Suisse est également la proie des éléments naturels : en 563, l'évêque Marius d'Avenches décrit dans sa Chronique l'écroulement en Valais de la montagne du Tauredunum qui n'a jamais pu être localisée avec précision. Dans sa chute, cette montagne détruit un bourg et plusieurs villages avant de provoquer un raz-de-marée dans le lac Léman qui détruit tout sur son passage, y compris une bonne partie de la ville de Genève dont le pont qui traverse le Rhône.
Le duché d'Alamanie disparaît en 746 lorsque Carloman Ier, un maire de palais carolingien, fait assassiner la majorité des chefs de guerre alamans pendant une assemblée qu'il avait convoquée à Cannstatt pour les punir de leur participation à un soulèvement organisé par le duc Odilon de Bavière contre Pépin le Bref. À la suite de cette affaire, l'Alémanie est réunie au royaume franc carolingien en 751, tout comme le sera le royaume lombard en 773

### La naissance duRöstigraben

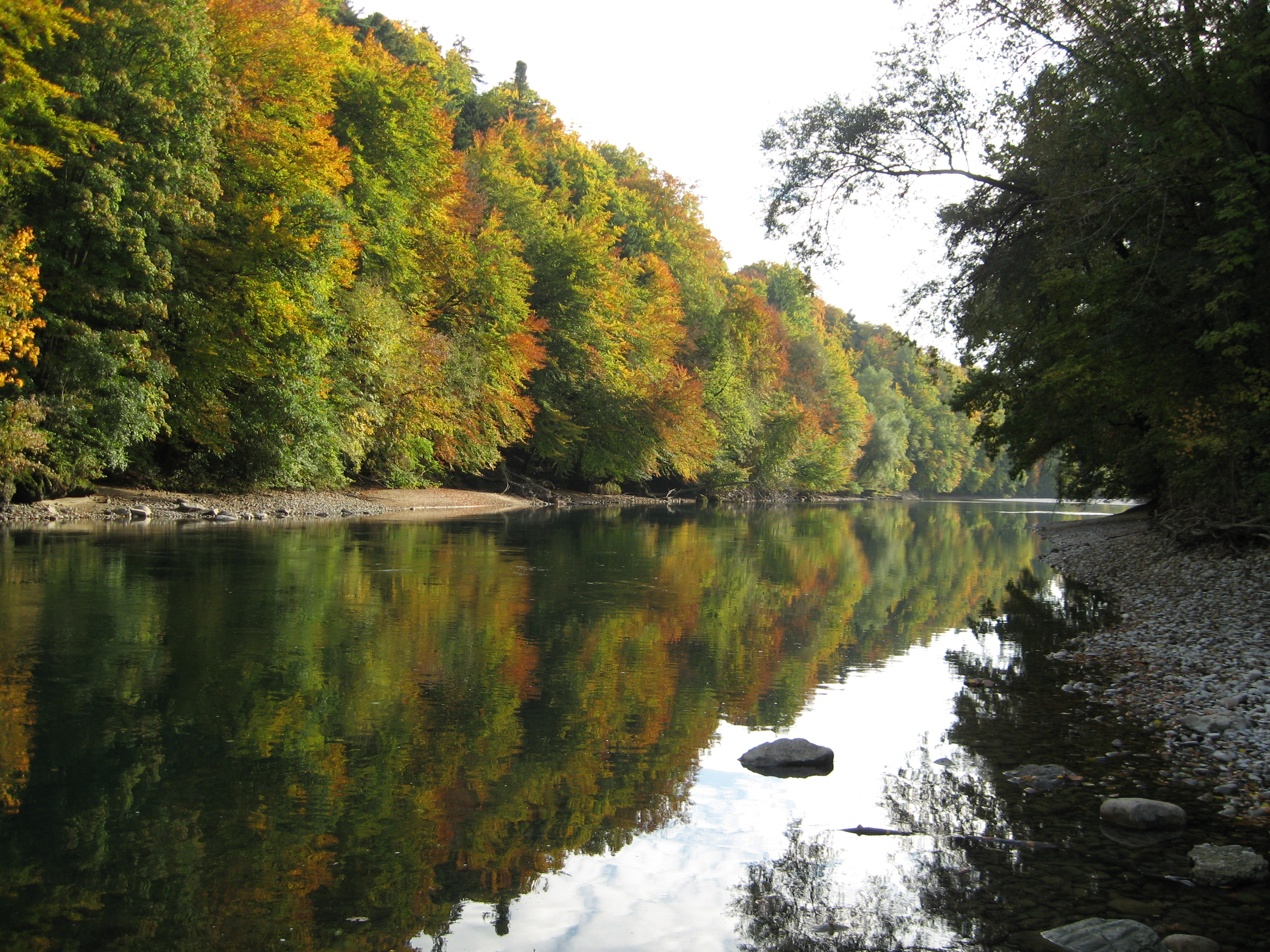
Pendant longtemps l'Aar a marqué la frontière linguistique.

La poussée des Alamans sur le plateau suisse s'arrête sur les bords de l'Aar, lorsque la présence romane se fait trop forte. Alors que les Burgondes ont assimilé la langue et la culture latines, les Alamans gardent leur culture, leurs lois et leur langue qui est à l'origine des dialectes alémaniques, établissant ainsi une frontière culturelle et linguistique qui persiste encore de nos jours sous le nom informel de Röstigraben (en allemand la barrière de röstis).
L'étude des noms de localités permet de retracer les zones soumises à l'influence plus ou moins profonde des différents langages. Ainsi, si les noms de villages se terminant en -ens ou -ence, fréquents dans les cantons de Fribourg et Vaud jusqu'au bord du lac Léman, sont d'origine alamande et montrent ainsi des percées larges dans le territoire burgonde, les préfixes Wal- et Walen- (ce qui signifie Welch, soit Roman) se trouvent en nombre dans la zone comprise entre l'Aar et la Sarine, qui fixe la frontière linguistique à partir du VIIIe siècle.
Dans le sud et l'est du pays, le processus n'est pas aussi rapide, la frontière linguistique changeant encore pendant une plus longue période. Le romanche reste pendant longtemps dominant dans les vallées rhétiques, il s'étend encore, selon certaines sources, jusqu'à Einsiedeln au Xe siècle ; Glaris est encore bilingue au XIe siècle, à la période où le dialecte germanique commence à se répandre à partir de la vallée de Conches jusque dans tout le Haut-Valais par la migration des Walsers qui vont ensuite rejoindre, au XIIIe siècle, les vallées grisonnes. De fait, au XIVe siècle, la majorité des vallées et la totalité du Vorarlberg sont devenus germanophones, langue de la classe dominante. Les seules enclaves romanches restent dans les lieux qui sont reliés par des cols à l'Italie.

## Le développement du christianisme

Expansion de l'Empire Franc

### Les Francs
Entre le VIe siècle et le VIIe siècle, le territoire Suisse passe en main des Francs qui annexent le royaume Burgonde et fondent un peu plus tard le premier royaume de Bourgogne. Ils favorisent l'installation des Alamans dans le nouveau « duché d'Alémanie » dont le centre se situe dans la région de Zurich et de Winterthour, tout en forçant les Ostrogoths à leur céder la Provence dans le but de gagner un accès à la mer Méditerranée. Les dissensions internes des Mérovingiens forceront la fin de cette phase d'expansion au milieu du VIIe siècle, alors que commence l'expansion des peuplades islamiques (appelés alors « Sarrasins ») qui ne sera arrêtée par Charles Martel qu'en 732 à Poitiers, alors que les pillards arabes seraient, selon la légende, parvenus jusque sur le plateau suisse et même en Valais.
Les Francs appliquant le droit germanique de l'héritage à leurs royaumes, impliquant la division du patrimoine entre les héritiers mâles, le territoire de la Suisse n'échappe pas à cette coutume et change de mains durant trois cents ans au gré des successions dans la noblesse franque. Par ailleurs, aucune entité politique ne réunit l'ensemble du territoire durant cette période, les différentes régions étant rattachés à des ensembles différents. Elle reste toutefois une possession franque à l'époque carolingienne qui débute peu après le milieu du VIIIe siècle et qui marque une seconde vague d'expansion en direction du sud et de l'est, amenant à la conquête du royaume lombard en 773-774.
Cette conquête vise principalement les cols rhétiques, tels que le Splügen, le Septimer et la Maloja, qui deviennent ainsi des voies de communication permettant de relier les parties nord et sud du royaume en empruntant l'ancienne voie romaine qui, passant par Coire, rejoint le lac de Zurich pour continuer vers Strasbourg et Mayence. De fait, en 807, la Rhétie perd son statut de contrée romane autonome datant de la période romaine pour devenir un comes carolingien. Les passages occidentaux des Alpes, et plus particulièrement le col du Grand-Saint-Bernard et celui du Simplon, sont alors au main du royaume de Neustrie, qui contrôle également la portion locale de l'ancienne voie romaine la Via Francigena qui relie Rome à Cantorbéry.
Bien que peu de documents nous soient parvenus sur l'histoire du territoire actuel de la Suisse pendant les périodes mérovingiennes et carolingiennes, on sait toutefois que l'administration implantée par les Francs sur le territoire des Burgondes et des Alemans est sensiblement différentes dans les deux cas. Si la partie burgonde, alors asservie à la Lex Burgundionum, garde son administration propre, les Alemans, qui reçoivent une Lex Alemanorum, sont totalement assujettis à l'administration franque ; le territoire est divisé en Gaue (ce terme a persisté dans les toponymes tels qu'Argovie ou Thurgovie) dirigés par un comte et les hommes sont classés socialement selon le système féodal. En marge de ce système, un nombre important de paysans libres, vivant en économie fermée, subsiste toutefois dans les régions montagneuses ou difficiles d'accès.

### Les différents diocèses du pays

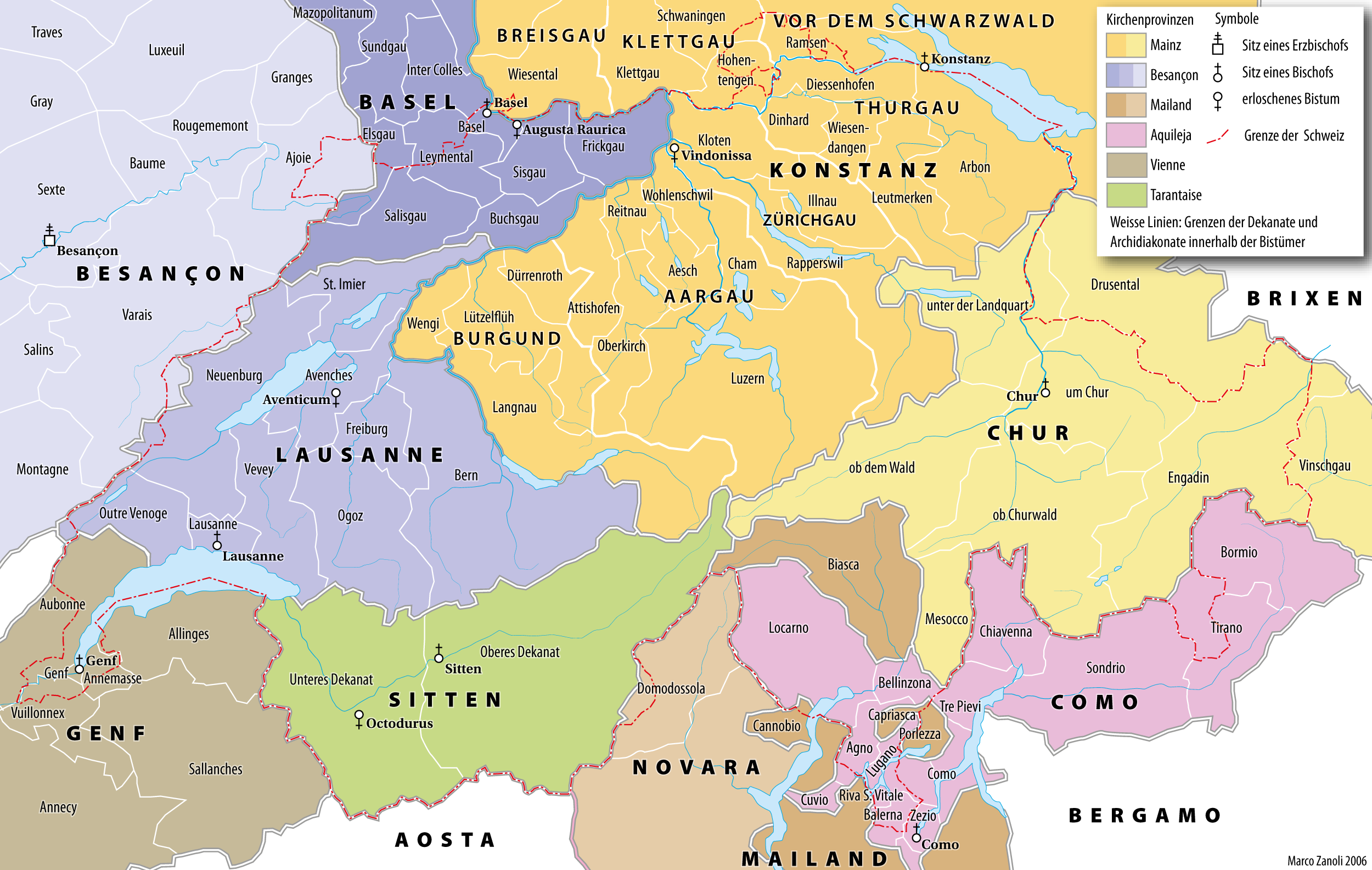
Découpage des évêchés sur le territoire de la Suisse

Certaines villes du territoire ont un évêque depuis la fin de la période romaine déjà, mais leur rayonnement dans les campagnes est alors minime. Ce n'est qu'avec la stabilité apportée par les Francs que la christianisation s'étend dans les campagnes, fixant ainsi progressivement les frontières entre les diocèses et permettant la construction des premiers édifices chrétiens du pays.
Si les diocèses de Coire, qui couvrent le territoire de l'ancienne Rhétie ainsi que la Suisse centrale et de Genève, qui s'étend de l'Aubonne jusqu'à la Haute-Savoie actuelle, connaissent une grande stabilité au cours du temps, il n'en va pas de même pour les autres évêchés qui sont plus ou moins profondément restructurés pendant la seconde moitié du VIe siècle. Ainsi, en Valais, l'ancien siège épiscopal de Martigny est déplacé à Sion en 585 à la suite notamment des incursions des Lombards en 574. Le siège de l'évêché du territoire des Helvètes va passer pendant quelque temps d'Avenches à Windisch avant de revenir à Avenches puis d'être transféré à Lausanne sur le mont de la cité, alors qu'Augst est délaissé pour Bâle en 561.
Dans la partie orientale du pays, la christianisation tardive des Alamans provoque la création vers l'an 600 du nouvel évêché de Constance, premier du genre à ne pas être fondé sur les restes d'une institution romaine antérieure. La délimitation entre cet évêché et ses voisins de Bâle et Coire ne sera toutefois finalisée qu'au milieu du VIIIe siècle.

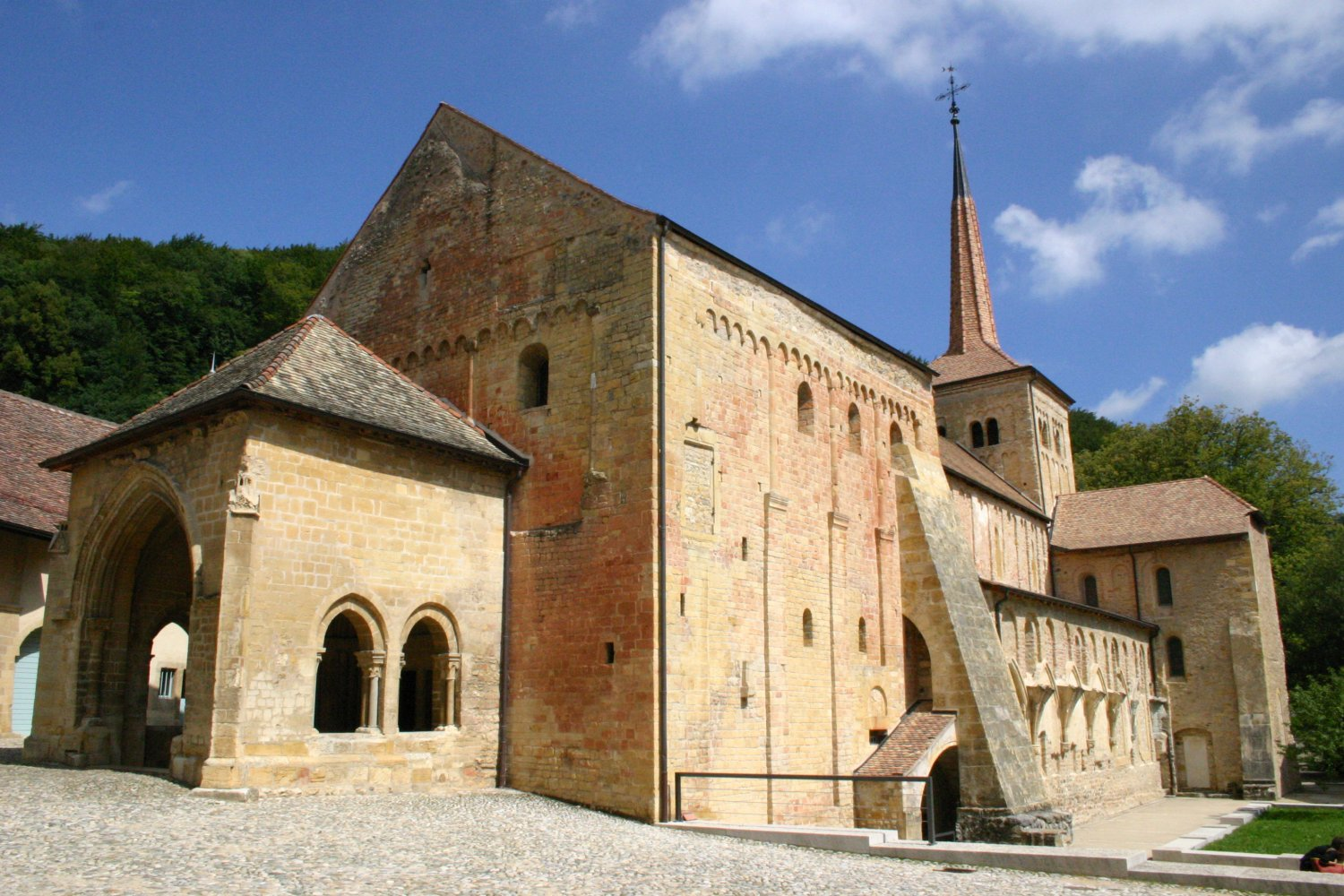
L'abbaye de Romainmôtier, fondée au Ve siècle.

Parallèlement à l'établissement ou au renforcement des cités épiscopales, les missionnaires venus de Gaule créent plusieurs abbayes telles que celle de Reichenau, fondée sur une île du lac de Constance en 724 et qui deviendra l'un des grands centres culturels de l'époque carolingienne ou de Pfäfers en 731 puis, plus tardivement Einsiedeln au Xe siècle. C'est cependant l'abbaye de Saint-Gall, fondée par le moine irlandais Gall qui connaît le rayonnement le plus important, particulièrement avec le développement, au XIe siècle, des arts de la calligraphie et de la fabrication des livres ; tout d'abord simple lien entre plusieurs ermitage, un monastère y est construit en 720 avant que les moines ne se livrent à d'importants travaux de défrichage des forêts de l'Appenzell et de la vallée de Saint-Gall pour finalement étendre leur domaine jusqu'au Vorarlberg et à l'Alsace actuelle.
Dans le même temps, la région du Jura voit la création ou la restauration de plusieurs couvents abritant des communautés religieuses, tel que Saint-Ursanne, fondée au VIIe siècle sur le tombeau d'Ursicinus, Romainmôtier, fondée selon la légende par saint Romain et saint Lupicin au Ve siècle ou Saint-Imier vers l'an 600. Dans les Grisons, le couvent de Disentis/Mustér est, dès l'an 700, le premier établissement bénédictin sur le sol du pays.

### Souabe et Bourgogne

Partage de l'Empire carolingien en trois royaumes en 843.

Après la mort de Charlemagne, le traité de Verdun de 843 partage son Empire en trois royaumes pour ses successeurs Charles II le Chauve, Lothaire Ier et Louis II de Germanie. Le territoire helvétique se trouve alors partagé en deux parties à peu près égales, délimitées du nord au sud par une ligne Aar-col du Saint-Gothard où la partie occidentale est incluse dans la Francie occidentale de Charles II, alors que la partie orientale est incluse dans la Francie orientale de Louis le Germanique. En 870, le traité de Meerssen modifie la ligne de partage jusqu'au-delà du Jura, incluant ainsi l'ensemble du territoire suisse actuel au royaume franc oriental, à l'exception des vallées du Sud des Alpes, du bassin lémanique et du Valais. Seul le passage du Saint-Gothard ne change pas de mains, assurant ainsi qu'aucun des royaumes issus de ces partages ne puisse contrôler seul l'ensemble des cols alpins.
Ces différents traités ne sont toutefois jamais véritablement mis en œuvre, principalement à cause de débuts d'insurrections de la part des nobles alemans contre qui le roi Louis le Germanique doit intervenir à partir de 840 en établissant notamment un palais royal et l'abbaye de Fraumünster à Zurich, ainsi qu'en rattachant fermement l'ensemble ecclésiastique formé par les abbayes de Saint-Gall et Reichenau, lui permettant ainsi de mieux maintenir son autorité sur la région. Ce n'est qu'après la mort du roi, en 917, que les nobles locaux peuvent s'affranchir de la domination carolingienne en fondant le duché de Souabe, dirigé par Bouchard Ier et centré autour de Zurich.

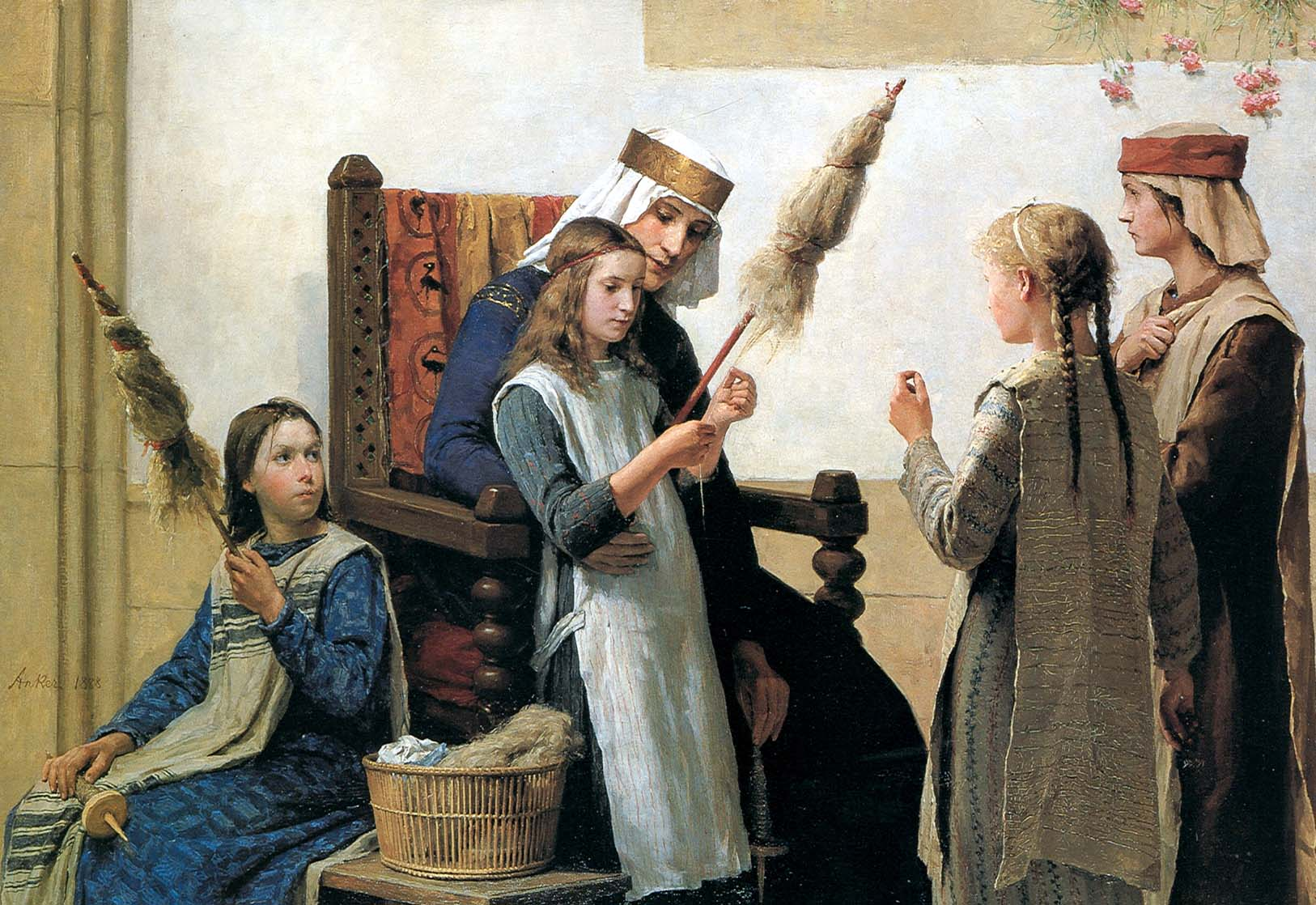
Berthe de Souabe, par Albert Anker, 1888.

 De la même manière, à l'est, Rodolphe Ier se fait élire roi de la Bourgogne transjurane, qui regroupe l'ensemble de la Suisse romande actuelle, Bâle, Soleure, Berne, la Franche-Comté et la Savoie avec le val d'Aoste et d'importants passages alpins, en janvier 888 par un groupe de laïcs et d'ecclésiastiques dans la basilique de Saint-Maurice. Son fils et successeur, Rodolphe II acquiert en 934 le royaume de Provence pour fonder le royaume d'Arles, également appelé deuxième royaume de Bourgogne-Provence.
Après une confrontation en 919 à Winterthour, les puissances bourguignonnes et souabes signent une paix scellée par le mariage du roi Rodolphe avec la reine Berthe, fondatrice du monastère de Payerne et qui sera, par la suite, assimilée à une sainte dans le pays de Vaud. Cette paix marque le début d'une période faste pour le royaume de Bourgogne qui connaît une rapide évolution démographique, économique et architecturale, alors que le pouvoir royal s'effrite progressivement, les évêchés de Lausanne, Sion et Bâle recevant à la fois les territoires et les droits régaliens du roi Rodolphe III de Bourgogne. Sans héritier direct, il prête hommage et désigne comme héritier en 1038 l'empereur germanique Conrad II le Salique, déjà en possession de la Souabe grâce à son mariage, faisant ainsi passer l'entier du territoire helvète dans le Saint-Empire romain germanique.
Cet Empire, qui n'a alors pas encore de capitale, repose sur la puissance royale (le roi, élu par l'assemblée des nobles est alors juge et commandant suprême) et sur l'« hommage » rendu par les ducs qui, à leur tour, ont leurs propres vassaux. En raison de la taille de l'Empire et du manque d'administration centrale, les empereurs délèguent leurs pouvoirs aux féodaux locaux tout en donnant à certaines villes le droit, appelé « immédiateté impériale » de s'administrer par elles-mêmes et de rendre justice au nom de l'empereur.
C'est de l'intérieur de cette structure plutôt lâche que naît, quelque 200 ans plus tard, une alliance entre trois vallées connue plus tard sous le nom de Confédération des III cantons.